# سيارة

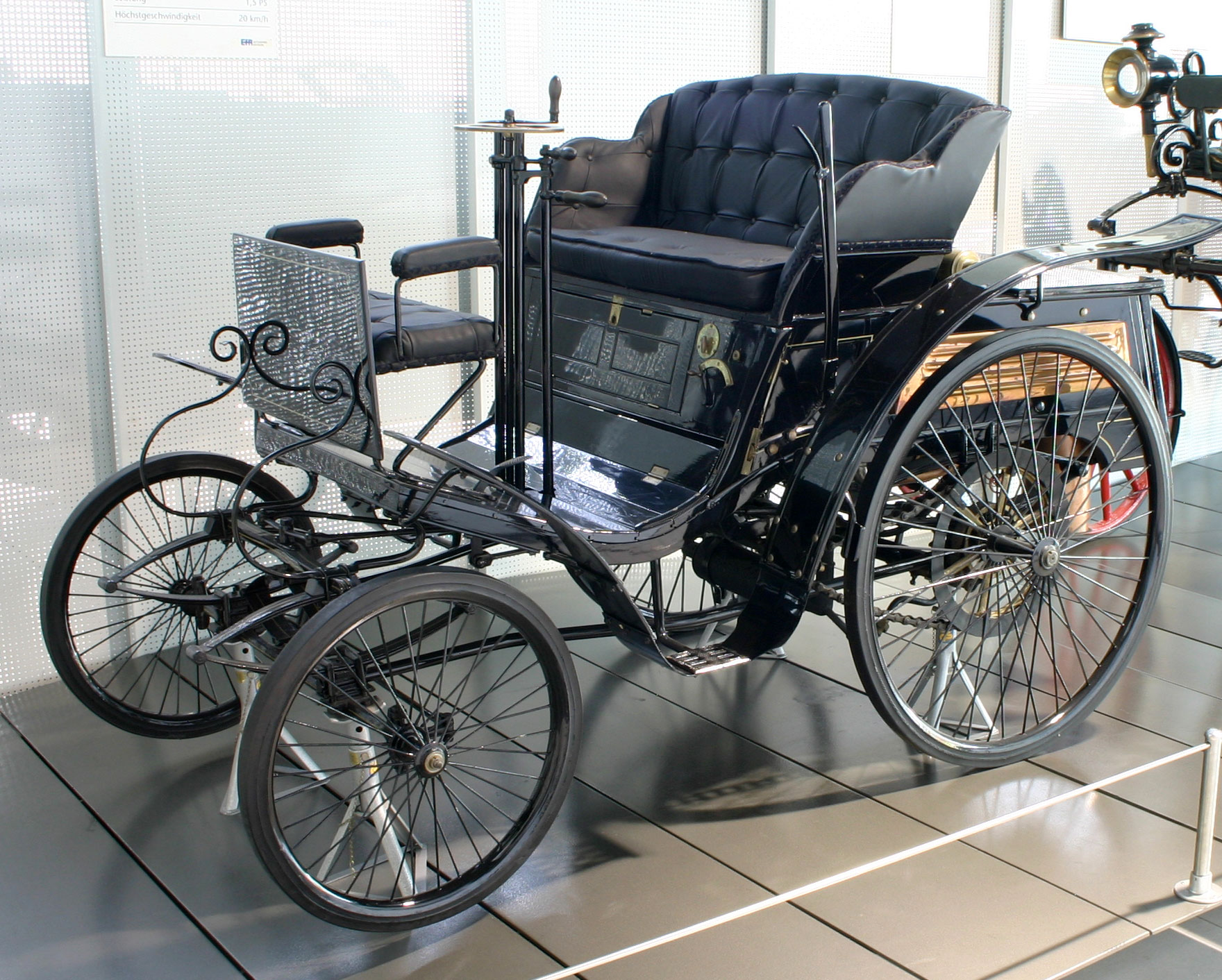
نموذج "ڤيلو" ل كارل بنز 1894 - التي استعملت في أحد أول سباقات المركبات في العالم.

السَّيَّارة (الجمع: سَيَّارَات) هي مركبة آلية تتكون من مجموعة من الأجزاء الميكانيكية. تعمل كل هذه الأجزاء بصورة متناسقة بحيث تؤدي إلى تحريك هذه المركبة، وتعتبر السيارة من وسائل النقل الأكثر انتشاراً في عصرنا الحالي.
تنقسم السيارات إلى عدة أنواع منها السيارات الصغيرة الخاصة، وأكثرها يمتلكها الأشخاص العاديون ويستعملونها للذهاب إلى العمل أو تنقل العائلة من مكان إلى آخر وللقيام بالرحلات. ومنها الحافلات الكبيرة التي تستخدم لنقل الركاب وهي من وسائل النقل العام المنتشرة في جميع البلاد.
ومنها الكبيرة، الشاحنات، التي تستعمل لنقل البضائع، وهي بذلك تعتبر العنصر الأساسي في الدول الصناعية في دفع عجلة الاقتصاد إلى الأمام جنباً إلى جنب مع سكة الحديد.
تعمل السيارة على المحرك. أول انتشار للسيارات كان في أوائل القرن التاسع عشر ولكن الاختراع الحقيقي للسيارة يعود إلى أواخر القرن الثامن عشر ميلادي حينما صنع جوزيف نيكولاس كونيو أول نموذج لسيارة تعمل بمحرك سنة 1769م.
السيارات هي مركبات تتحرك على عجلات حاملة المحرك الخاص بها تستخدم لنقل الركاب أو البضائع، ومنها ما يستخدم في المناجم لنقل المعادن الخام. وجرى العرف على أن السيارات لا يدخل ضمنها ما يسير على قضبان. معظم التعريفات لهذا المصطلح تحدد أن السيارات مصممة للتحرك على الطرق المجهزة (المسفلتة)، وبها أماكن لجلوس من شخص لسبع أشخاص، وفي العادة تسير على أربع عجلات. ثم تغيرت النظرة إليها وأصبحت السيارة في العرف الحالي هي المبنية لنقل الركاب وليس البضائع.
في عام 2002م، كان هناك 590 مليون سيارة ركاب في العالم (أي سيارة لكل أحد عشر شخصاً تقريباً)، منها 140 مليون في الولايات المتحدة (أي سيارة لكل شخصين تقريباً). وتنطبق هذه النسبة أيضاً على دول أوروبا الغربية.

## تاريخ

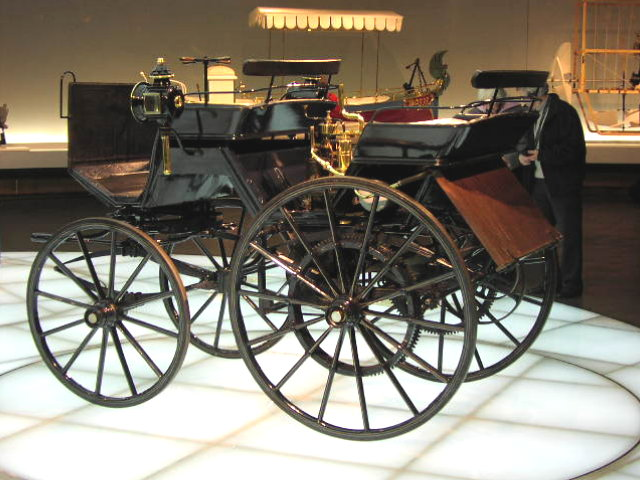
ديملر عام 1886.

اخترع كارل بنز سيارة تعمل بمحرك جازولين أوتو في ألمانيا في عام 1885م. وسجل بنز براءة اختراع هذه السيارة في 29 يناير 1886 في مدينة مانهايم. رغم أن الفضل يرجع لبنز في اختراع السيارة الحديثة إلا أن عدة مهندسين ألمان آخرين كانوا يعملون على بناء سيارات في نفس ذلك الوقت. في شتوتغارت عام 1886، سجل جوتليب دايملر وويلهلم مايباخ براءة اختراع أول دراجة بخارية والتي بنيت وجربت في عام 1885م. وفي عام 1886م حوّل الثنائي عربة تجرها الأحصنة. في عام 1870م جمّع المخترع الألماني النمساوي سيجفريد ماركوس عربة يد بمحرك إلا أن هذه المركبة لم تتعد المرحلة التجريبية.

## سيارة كونيوت

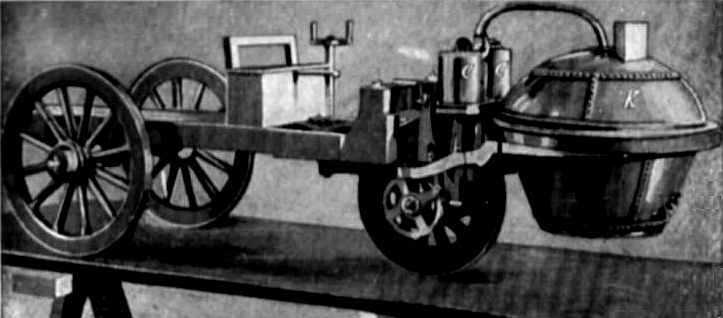
سيارة كونيوت البخارية، عام 1769 م.

تعتبر سيارة كونيوت التي اخترعها جوزيف نيكولاس كونيوت عام 1769م من أوائل السيارات في التاريخ وكانت تعمل بالبخار. كان كونيوت مهندسا في الجيش الفرنسي وقام باختراعها من أجل جر العتاد الثقيل للجيش وعلى الأخص المدافع و كانت هذه السيارة ذات ثلاثة عجلات. وكان الموتور يعمل بأسطوانتين، وكانت مكابس الأسطوانتين موصولتين بالعجلة الأمامية بواسطة أسطوانة دبرياج (ناقل حركة) عار بدون غطاء. وما يُعرف عن تلك السيارة أن سرعتها وصلت بين 3 و5 و4 كيلومترات في الساعة. وكانت صعبة التوجيه بسبب ثقل غلاية الماء وثقل السيارة عموماً. وانتهت بحدوث حادث اصطدام مع جدار المعسكر أثناء أحد استعراضاتها. وتوجد السيارة الأصلية الآن بالمتحف القومي للفنون والصناعة بباريس.

## مكونات السيارة
أجزاء السيارة تعد بالمئات، ولكن مكوناتها الأساسية بسيطة:
- محرك.
- محرك احتراق داخلي.
- مجموعة الحركة.
- قاعدة وجسم.
- عجلات وإطارات مطاطية.
- صندوق التروس.
- صندوق تروس يدوي.
- صندوق تروس أتوماتيكي.
- ممتص صدمات.
- كباس.
- محور (عنصر آلات).
- عمود مرفقي.
- قابض (عنصر آلات).
- محول حفزي.
- مناول ترسي.
- موجه عرضي.
- موجه عرضي مزدوج.
- نابض.
- عجلة.
- ماسورة عادم.
- كاتم صوت.

## أنواع وقود جديدة للمحرك

صورة متحركة تمثل 4 ضربات لمحرك احتراق داخلي:
1 - سحب رذاذ الوقود والهواء.
2 - ضغط المخلوط.
3 - إشعال.
4 - إخراج العادم.

قد تعمل أنواع جديدة من الوقود للمحركات المعتادة للسيارات على تخفيض الاعتماد على الوقود المستخرج من النفط، وتخفيض كمية الغازات الضارة بالبيئة، وتقليل مشكلة الاحتباس الحراري. ولذلك يعمل صانعو السيارات على ابتكار أنواع جديدة من الوقود، ولا يزال ما توصلوا إليه حتى الآن يجد متسعاً لتحسين الأداء ورفع الكفاءة الحرارية.
وتتطلب أنواع الوقود الجديدة تكنولوجيا جديدة توافق بين الآلة والوقود. ويشمل ذلك سبل الإمداد بالوقود ونوع المحرك، وكذلك استعدادات السلامة.

### محرك يعملبالهيدروجين
يفتح استخدام الهيدروجين كوقود لمحرك السيارة مجالاً واسعاً حيث يتميز بقابلية عالية للاشتعال وفي نفس الوقت له رقم أوكتان عال ؛ إلا أن تخزين الهيدروجين يعتبر من المشاكل التي تحتاج الاهتمام والحل. وتخزين الهيدروجين في الحالة السائلة ضرورية من وجهة توسيع مسافة مداه، إلا أنه لا يحتمل توقف السيارة وعدم استعمالها لمدة طويلة، إذ أن فقد حرارة تبريد السائل أثناء التوقف الطويل وعدم استعمال السيارة يؤدي إلى رفع الضغط في خزان الهيدروجين.

### الديزل الحيوي
تعرض في الأسواق كميات كبيرة من الديزل الحيوي. إلا أنه يكون مخلوطاً بأنواع وقود أخرى. ورغم أن التكنولوجيا الجديدة لضخ الوقود داخل المحرك بضغط عال وتوفر معدات أنظمة الضغط قد تسمح بتشغيل السيارة بوقود 100% ديزل حيوي، إلا أن المُصنع يصر على أن تكون نسبته في حدود بين 10% و20%، حيث تظهر أحياناً صعوبات لطلمبة ضخ الديزل. ويمكن أن يُضبط تخفيف الديزل أتوماتيكياً. كما توجد مرشحات مناسبة لاستعمال الديزل الحيوي.

### محرك يعملبالكحول
في تلك الأنواع من الموتورات غالباً ما تستخدم إضافات من كحول الإيثانول. وعلى الأخص تلك الأنظمة ذات الحقن المتعدد يمكن تشغيلها بمخلوط يحتوي على 20% إيثانول (E20)، كما توجد سيارات يمكنها استخدام أنواع متعددة من الوقود الكحولي والبنزين، وتعمل عادة بمخلوط من الإيثانول بنسبة 85% و15% بنزين سوبر ويسمى المخلوط E85، كما يمكنها العمل أيضاً بالبنزين فقط. وتوجد محركات ترتفع كفاءتها بنسبة 20% عندما تستخدم الوقود الكحولي E85 بدلاً من البنزين. وتعمل بعض مصانع السيارات حالياً على تطوير أجهزة للتحكم يكون في وسعها تشغيل المحرك بخلط الكحول عند تركيبها للمحركات المعتادة.

### سيارات تعمل بالغاز الطبيعي
يستعمل الغاز الطبيعي كوقود للسيارات ويسهل استعماله فيها عن استخدام الهيدروجين، وهو مستحب لرخص ثمنه وقلة ما يبعثه من غازات في المدن. وتقترب صلاحيته لتشغيل المحركات التي تعمل بالديزل، أما استخدامه لمحركات البنزين فلا يزال يحتاج إلى بعض الوقت لمواءمة تلك المحركات للغاز، وهو يعد باستهلاك أقل للوقود. ويُكتسب الغاز الطبيعي بطريق حفر الآبار كما يُستخرج البترول ويعتبر من الوقود الأحفوري. وينتج عن احتراقه نحو 25% أقل من ثاني أكسيد الكربون وتقل أيضاً الغازات الضارة. وهو يُعتبر وقودا مرحلياً إلى حين تعميم استخدام الهيدروجين والغاز الحيوي.
وقد استطاعت كوريا الجنوبية تشغيل 77% من حافلات العاصمة سول بالغاز الطبيعي المضغوط بدلاً عن استخدام الديزل حتى أوائل عام 2009، كما تبغي إتمام التحول الكامل بنسبة 100% في عام 2010.

### سيارات تعملبالغاز النفطي المسال
يُعرف الغاز المسال أنه غاز يصبح سائلاً تحت ضغط خفيف. وهي مركبات كيميائية ذات سلسلة مفتوحة مثل البروبان والبوتان أو مركبات الإيثر مثل الديميثيل إيثر (DME). ويمكن استخدام الغاز المسال في العربات التي تعمل بالبنزين، ويسهل تركيب الأجهزة الإضافية لكي تعمل العربة بالغاز السائل بدلاً عن البنزين. ويُسهل الضغط الخفيف الذي تحتاجه تصميم وتشكيل خزان الوقود، فيمكن أن يكون بشكل أسطواني ذي ارتفاع قليل بحيث يمكن تثبيته في مكان العجلة الاحتياطية فتحتفظ العربة بخزان البنزين في نفس الوقت. وبالمقارنة بالعربات التي تعمل بالميثان ومشتقاته مثل الديميثيل إيثر DME، فنسبة إخراج الغاز المسال لثاني أكسيد الكربون تقل بنسبة 10 - 15% عما تنتجه العربات التي تعتمد على البنزين. ويُستخرج الميثان مباشرة من الغاز الحيوي أو غاز الخشب. بينما تستخرج البوتان والبروبان من تكرير البترول كنواتج جانبية لعملية إنتاج البنزين. وعلى ذلك فيعتبر الغاز المسال أيضاً من مصادر الطاقة المحدودة، إلا أن إنتاجه لا يحتاج إلى النفط. ويمكن القول بأن الغاز المسال هو أحد المنتجات الإضافية التي تُستخلص أثناء إنتاج البنزين وزيت الديزل.

## محركات تعمل بزيوت نباتية
يقترب استعمال الزيوت النباتية اقتراباً شديداً من استعمال زيت الديزل لتشغيل المحركات. ويستحق استعمال الزيوت النباتية التطبيق خصوصاً في البلاد الزراعية ذات الأراضي الواسعة والتي تتمتع بسطوع الشمس فيها.

### سيارة كهربائية

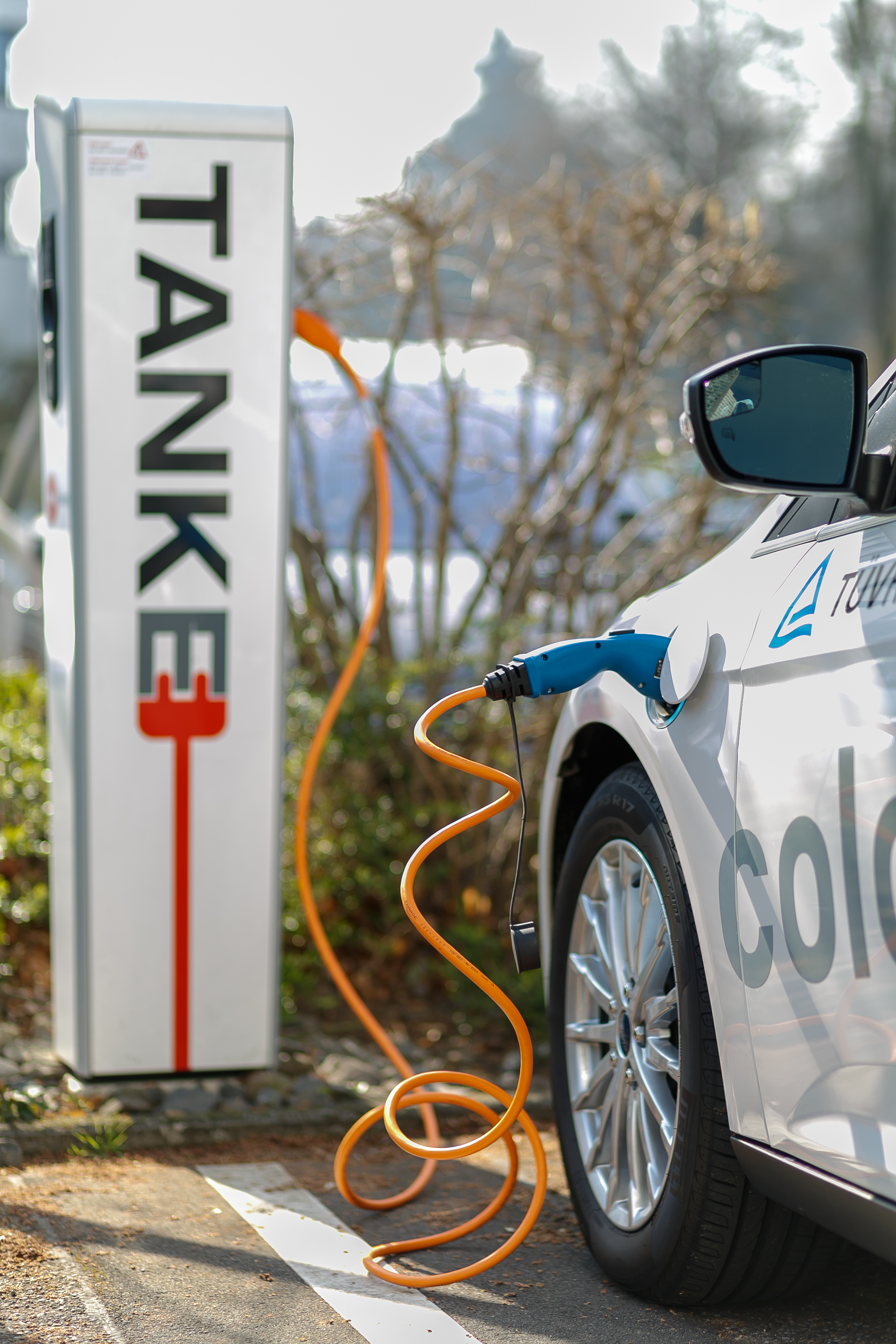
محطة شحن سيارة كهربائية

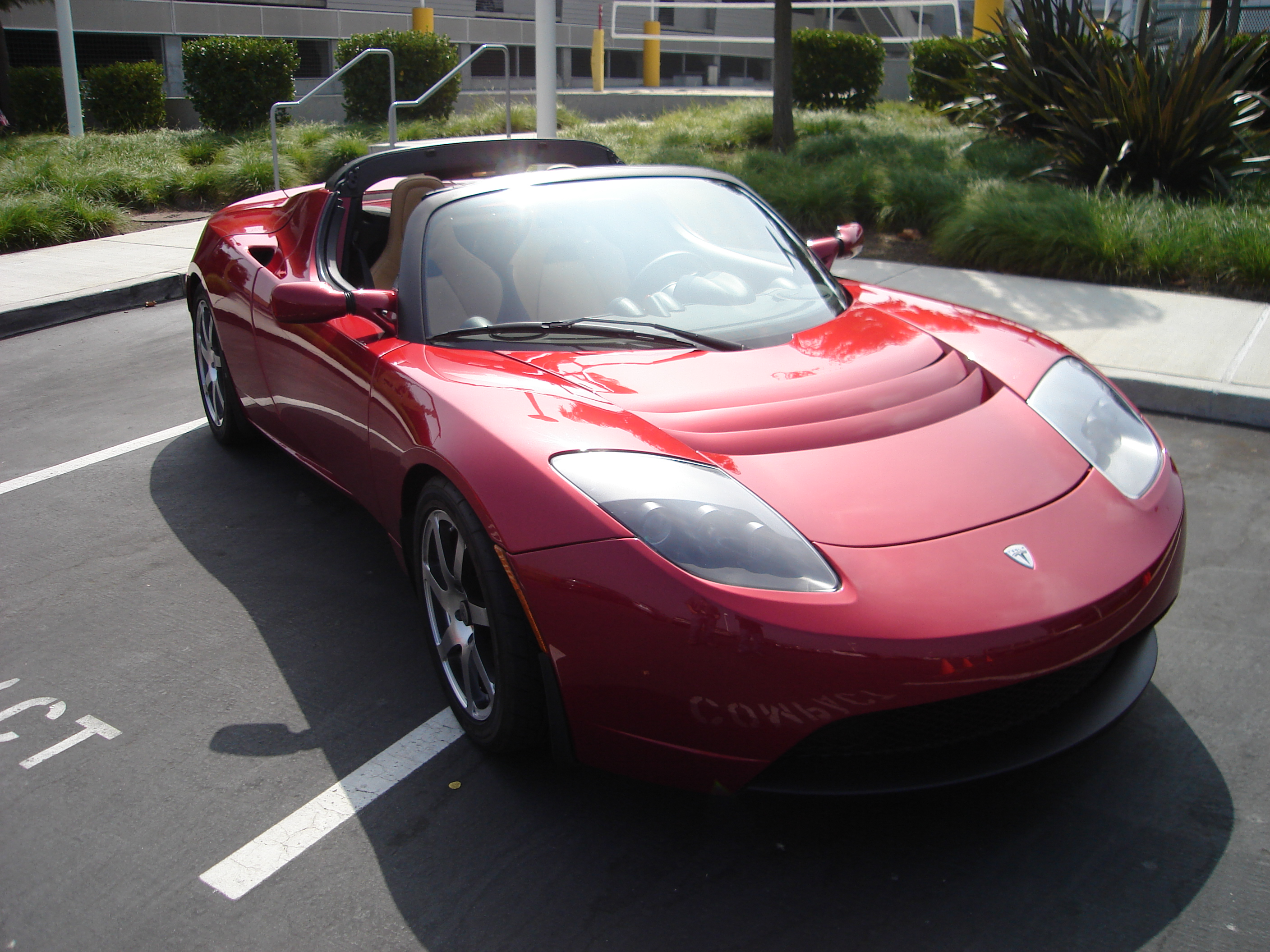
2007 Tesla Roadsterسيارة كهربائية.

صنعت أول سيارة تعمل بالكهرباء عام 1832م وسبقت سيارات الاحتراق الداخلي بنحو سبعين عاماً. وكانت تعتبر السيارة الكهربائية متفوقة على سيارة الاحتراق الداخلي من جهة انخفاض صوت محركها. ثم عمل ما تبع ذلك في تطور للسيارتين على تفوق سيارة الاحتراق الداخلي لسببين. أولهما: التفوق في قطع المسافات الطويلة، وثانياً: انخفاض وزن كمية الوقود مثل البنزين أو الديزل عن وزن بطارية ثقيلة لقطع مسافة معقولة. وكان على تطوير السيارة الكهربائية الانتظار حتى يومنا هذا للحاق بالسيارة التي تعمل بالبنزين.
وبعض السيارات الاختبارية التي صنعت بعد عام 2000م استطاعت السير بسرعات تبلغ 210 كيلومتر في الساعة، وأخرى تستطيع السير مسافة 400 كيلومتر. ولكنها تجريبية ولا تصلح للاستعمال الشخصي العادي نظراً لارتفاع ثمنها وثقل بطاريتها. كما أن إعادة شحن مركم تلك السيارة يستغرق 8 ساعات، وهذا وقت طويل.
وبدأت بعض شركات السيارات العالمية في إنتاج السيارة الكهربائية بعد عام 2005م وعرضها للبيع، إلا أن بطاريتها لا زالت مرتفعة السعر. ويمكن تصور ذلك أن بطارية السيارة الكهربائية من نوع بطارية الليثيوم - أيون تعادل نحو 6000 بطارية من النوع الذي نستخدمه في المحمول. وتشجع كثير من الحكومات في الولايات المتحدة الأمريكية واليابان وألمانيا وفرنسا الشركات الصناعية والجامعات على تطوير مراكم السيارة الكهربائية، وتدعم الحكومات شركات السيارات بمليارات الدولارات لتشجيعها على تكثيف الجهود على هذا السبيل، وتخصص أوروبا ملايين اليورو لإجراء الأبحاث في الجامعات لتطوير تقنية البطاريات الجديدة.
- تدعم الولايات المتحدة الأمريكية شركات صناعة السيارات بنحو 2 مليار دولار لتحسين مراكم السيارات.
- تدعم حكومة ألمانيا شركات السيارات الألمانية بنحو 5 مليارات يورو لتحسين مراكم السيارات، وإنتاج سيارات أكثر ملاءمة للبيئة وخفض كمية العوادم الضارة. وكان غرض برنامج التطوير الموضوع عام 2009 أن تتطور صناعة السيارات الكهربائية في ألمانيا، وأن يكون في ألمانيا نحو مليون سيارة من هذا النوع حتى عام 2020.
- والصين لها مشروع كبير في هذا المضمار. فالصين وقد فاتها صناعة السيارات المعتادة لمدة تبلغ نحو قرن من الزمان بالنسبة للعالم الغربي واليابان، إلا أنها تعمل الآن على اختصار هذا الوقت والدخول مباشرة في مجال إنتاج البطاريات الكهربائية التي يمكن إعادة شحنها، وقد حازت على التفوق في ذلك في مجال مراكم المحمول.

شرعت الصين ابتداء من عام2010 في إنتاج السيارة الكهربائية بالاشتراك مع إحدى شركات السيارات الأمريكية وعرضها في السوق. وتعمل الصين على الأخذ بالتكنولوجيا المتطورة وتطويعها للاستخدام داخلها. وتتميز الصين بانخفاض أجور اليد العاملة، وقدرتها على المنافسة في السوق العالمي كبيرة. يضاف إلى ذلك السوق الداخلي الجبار، وكثير من الصينيين يطمع في الحصول على سيارة حيث يرتفع المستوى المعيشي في الصين ارتفاعاً سنوياً كبيراً. وتحاول الصين أن تكون رائدة في مجال السيارة الكهربائية لبيعها في الداخل أيضاً من أجل خفض استهلاك منتجات النفط وتخفيض اعتمادها على استيراد النفط من الخارج، وكذلك تخفيض وطأة التطور الصناعي السريع على ما يسببه من تأثيرات ضارة على البيئة.

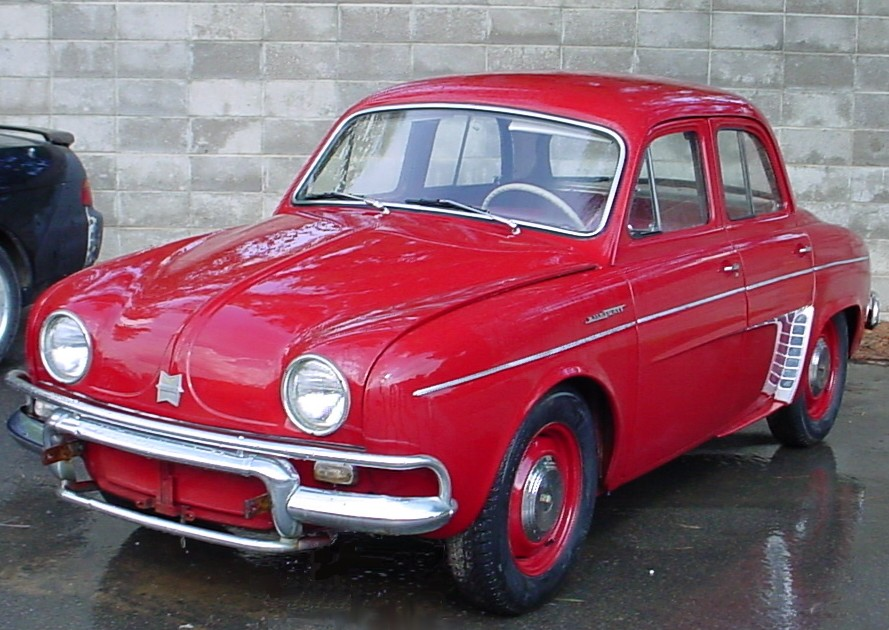
Henney Kilowatt سيارة كهربائية حديثة ذات نظام تحكم بالترانزيستور.

- في عام 2010 بدأت السلطات في ألمانيا تجهيز برنامجاً لاختبار السيارات الكهربائية، حيث بدأت عدة مصالح حكومية وبعض الشركات الكبيرة استيراد سيارات من هذا النوع. ومن المشكلات العالقة مشكلة تأمين المستخدم للسيارة من الجهد الكهربائي العالي اللازم لتسيير السيارة، حيث تحتاج إلى جهد كهربائي يبلغ نحو 650 فولت. كذلك لا بد من اختبار البطارية الثقيلة التي تبلغ نحو 120 كيلوجرام للسيارة الصغيرة في حالة حوادث الاصطدام، وأن لا تكون سبباً لاشتعال السيارة.
- ومن جهة أخرى، فإن إعادة شحن السيارة بالكهرباء المولدة بالفحم والبترول لن توفر على البيئة تراكم ثاني أكسيد الكربون في الجو، وذلك يأن إنتاج 20 كيلوواط ساعي من الكهرباء في محطة توليد كهرباء تنتج 120 جرام من ثاني أكسيد الكربون لكل كيلومتر تسيره السيارة. لذلك فمن مصلحة البيئة أن يكون إنتاج الكهرباء بطريقة خالية من تولد ثاني أكسيد الكربون. أي بالطاقة المستدامة وبالطاقة النووي.

## سياسة تقليل الاستهلاك
قرر الاتحاد الأوروبي مؤخراً خفض استهلاك السيارات للبنزين والديزل حتي عام 2020 بحيث لا يزيد عن 95 جرام من ثاني أكسيد الكربون لكل كيلومتر، وهذا يعني استهلاك 4 لتر من الوقود لكل 100 كيلومتر. وتعمل شركات إنتاج السيارات في أوروبا على تطوير المحركات والوصول إلى ذلك الحد بالاستعانة أيضاً بسيارات الهجين نظراً لصعوبة الوصول إلى ذلك الحد عن طريق خفض استهلاك المحركات وحده. وقد قررت السياسة الأوروبية اتخاذ ذلك المنهج لخفض إصدارات ثاني أكسيد الكربون بالنسبة للسيارات.ويُعتقد أن الولايات المتحدة الأمريكية والصين سوف تتبعان هذا الطريق في المستقبل. وستكون شركات السيارات الأوروبية رائدة في ذلك المضمار.
وقد استطاعت شركات السيارات في أوروبا خفض استهلاك السيارات بين عام 1995 و2008 بنسبة 25%.

## شركات تصنع السيارات
| - إنفينيتي - إيسوزو - إيفيكو - أكيورا - أستون مارتن - ألفا روميو - أوبل - أودي - أولدزموبيل | - بروتون - بنتلي - بوجاتي - بورش - بونتياك - بويك - بيجو - بي ام دبليو - تاتا - تويوتا - هافال | - جاغوار - جنرال موتورز - جي إم سي - جيب - جيلي - داسيا - دايملر كرايسلر - دايهاتسو - دايو - ديلورين | - دوج - رولز رويس - رينو - ساب - ساتورن - سكودا - سمارت - سوبارو - سوزوكي | - سيات - سيتروين - سيون - شيفروليه - فورد - فوكسهول - فولفو - فولكس فاغن - فيات | - فيراري - كاديلاك - كاماز - كيا - لامبورغيني - لاند روفر - لانشيا - لوتس - لينكون | - مازدا - مازيراتي - مايباخ - مرسيدس بنز - ميتسوبيشي - ميركوري - ميني كوبر - نيسان | - هامر - هولدن - هوندا - هيونداي - سامسونج |  |

(*) ترتيب أبجدي.

## الأمان

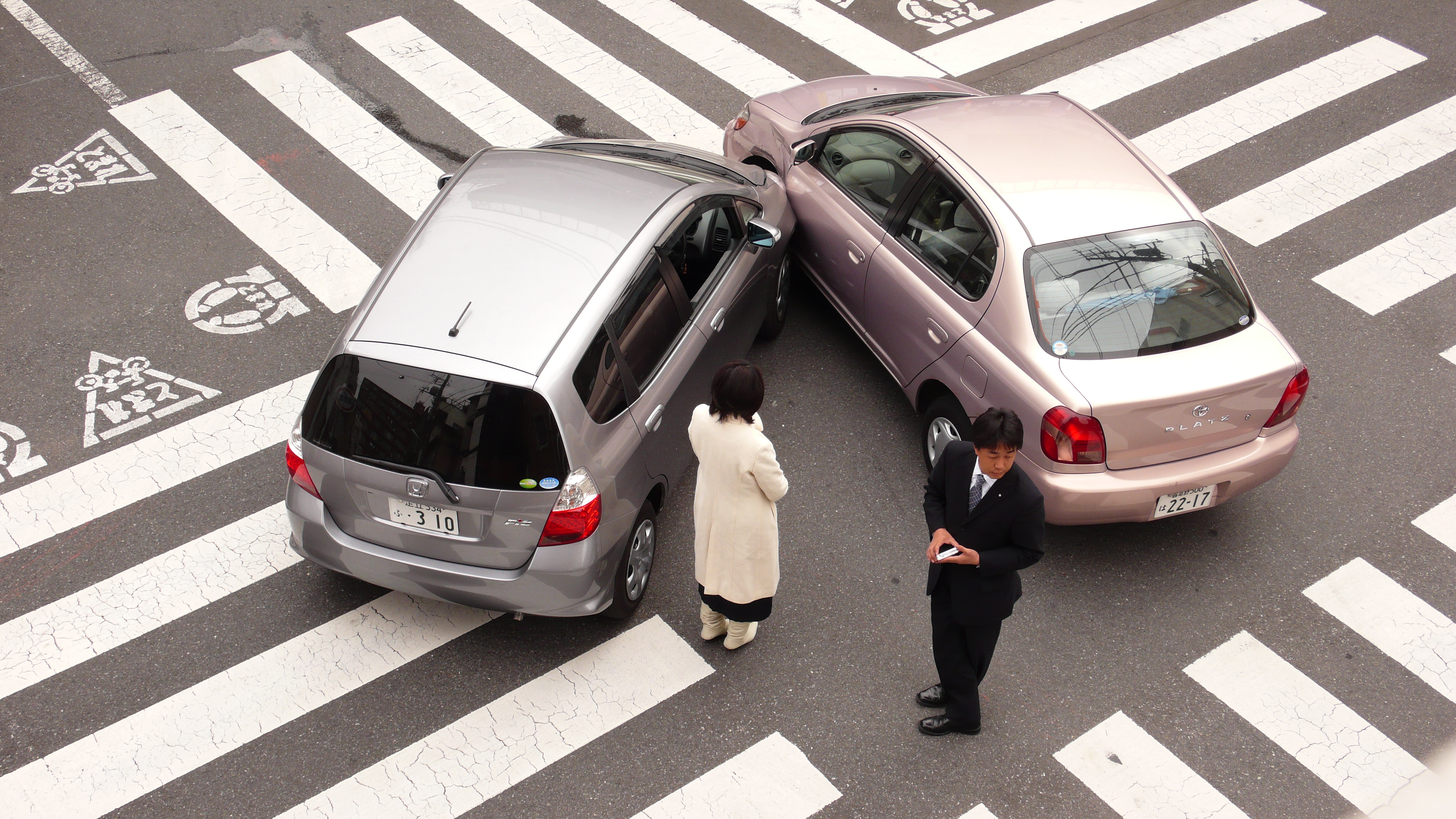
حادث اصطدام بطوكيو

يعتمد سلامة الركاب على طريقة القيادة لقائدي السيارات وكذلك على اتباع نظام المرور. وتشتمل أنظمة المرور على التعليمات الخاصة بالمرور، ووضع وعلامات المرور واللافتات، وأهمية اتباع تعليمات استعمال أحزمة الأمان، والامتناع عن استعمال الهاتف أثناء القيادة.
اختراع وتطوير وسائل النقل،
وتنقسم وسائل الأمان في السيارات الحديثة إلى نوعين: أولاً، وسائل أمنية تعمل على تخفيف عواقب حادث لا يمكن تفاديه. ومن تلك الوسائل وجود أحزمة الأمان في السيارة ومن الأفضل ان تتوفر لجميع الركاب. ووجود مساند الرأس والوسائد الهوائية، وأن تكون عجلة القيادة مرنة حتى لا تكون صلابتها الزائدة سبباً للإصابة، وأن يكون تصميم مقدمة السيارة بحيث يحتوي على مساحة تتحمل التهشم من دون أن يصل حجم التهشم إلى مقصورة الركاب. كذلك تُزود العربات الحديثة بوسائد هوائية جانبية تعمل على وقاية الركاب من الاصطدامات الجانبية. إنها التكنولوجيا الحديثة.
وثانياً، تزود السيارات الحديثة بوسائل تصميمية يمكن القول بأنها نشطة وتعمل على تقليل احتمال الاصطدام، وتكون عوناً لقائد السيارة لتفادي الحوادث، ومنها نظام كوابح مانع للانزلاق ABS، وأنظمة توجيه إلكترونية حديثة تسمى ESP تعمل على توازن السيارة أثناء الحالات الحرجة.
ثم يجب التنويه إلى الدور الذي يقوم به قائد السيارة وأهمية مراعاته لأحوال الطريق وللآخرين. وكذلك يجب الاهتمام بتوعية الأطفال بأنظمة المرور، وحثهم على اتباعها.
وقد ساعدت تلك الوسائل في بلد مثل ألمانيا مثلاً إلى تخفيض عدد حوادث الطريق من 60000 حادث مميت في عام 1971 إل نحو 21000 حادث في عام 2004.
أما بالنسبة لحزام الأمان، فقد تم اختراعه من قبل شركة فولفو السويدية للسيارات، ولكنها قررت عدم حيازتها على ملكية الاختراع بدواعي إنسانية للسماح لبقية شركات السيارات باستخدام حزام الأمان وإنقاذ أكبر عدد ممكن من ركاب السيارات من حوادث السير.

## عرض لبعض السيارات الكهربائية

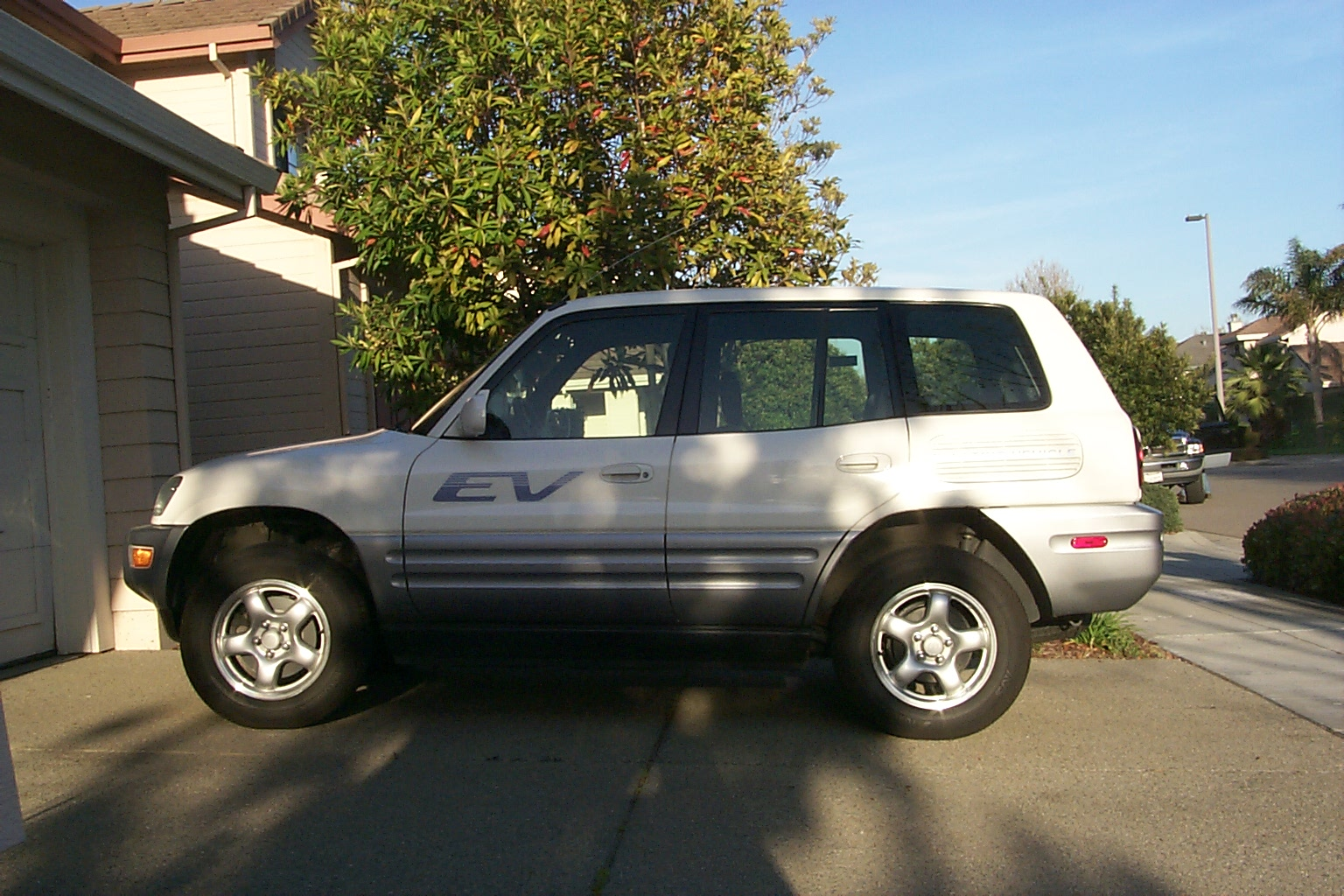
Toyota RAV4 EVتعمل ب 24 بطارية كل منها 12 فولت ،عام 2005.
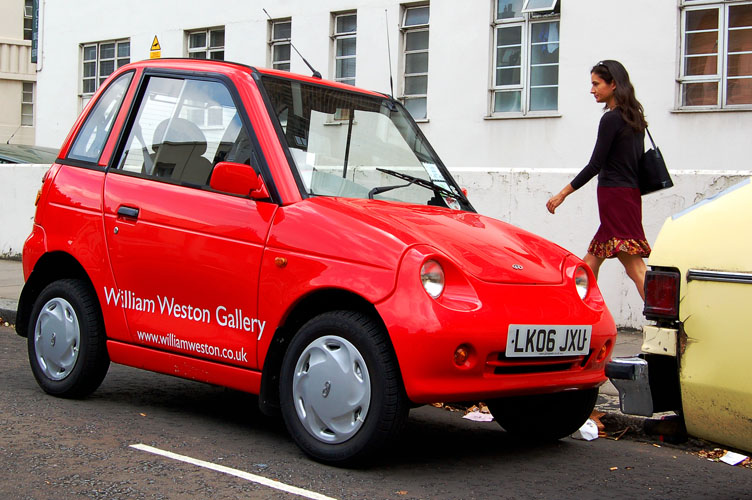
سيارة كهربائية مداها 80 كيلومتر.
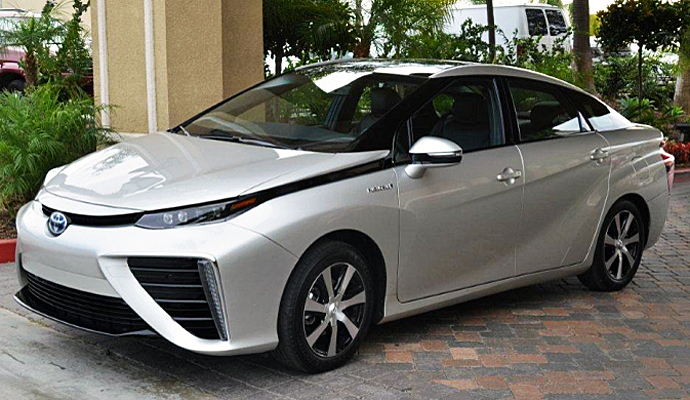
تويوتا ميراي إنتاج عام 2014 ، مداها 450 كيلومتر.

## تعطيل المرور
تزدحم الطرق في ساعات المرور القصوى أي ساعة الذروة، بالسيارات والحافلات وعربات النقل مما يضيع على الناس والوطن أوقاتاً طويلة وكلفة قد تكون باهظة في استهلاك زائد للوقود والغياب عن الأعمال. ففي الولايات المتحدة مثلاً وصل متوسط العطلة التي يتعرض لها سائق السيارة سنوياً نحو 35 ساعة. وهي تقدر بالنسبة لبلد كبير مثل الولايات المتحدة الأمريكية بمبلغ طائل إجمالي يقدر بنحو 100 مليار دولار أمريكي. وتبين إحصائية أجرتها TTI أن كل سائق سيارة في الولايات المتحدة يتحمل مصاريفاً بسبب عطلة المرور تقدر بنحو 713 دولار سنوياً، وهو مبلغ يكفي لإجراء صيانة على سيارته سنوياً. أشد المدن ازدحاماً في الولايات المتحدة الأمريكية: هيوستن، ونيويورك وواشنطن وشيكاغو وسولت ليك، ودترويت.

## أكثر البلدان إنتاجاً للسيارات
تبين إحصائية أتت بها مجلة «إيه دي إيه سي» مستقبل إنتاج البلاد الكبرى للسيارات. وقد أشارت أن الصين بدأت عام 1977 بإنتاج السيارات وكانت إنتاجيتها منها نحو 200 سيارة خاصة، وزادت إنتاجيتها بسرعة مذهلة حتى وصلت 14 مليون سيارة عام 2010. كما تبين الإحصائية تطور إنتاج السيارات في الدول المتصدرة للقائمة، كالآتي:
- الصين: 200 سيارة عام 1970 - 14 مليون سيارة عام 2010.
- اليابان: 3 مليون سيارة عام 1970 - 8 ملايين سيارة عام 2010.
- ألمانيا: 3.5 مليون عام 1970 - 5 ملايين سيارة عام 2010.
- كوريا الجنوبية: 1 مليون سيارة عام 1980 - 3 ملايين سيارة عام 2010.
- البرازيل: 100 ألف سيارة عام 1970 - 2.5 ملايين سيارة عام 2010.
- الهند: 100 ألف سيارة عام 1980 - 2.5 مليون سيارة عام 2010.
- الولايات المتحدة: 6 ملايين سيارة عام 1970 - 2.5 مليون سيارة عام 2010.
- فرنسا: 2.3 ملايين سيارة عام 1970 - 2 مليونَي سيارة عام 2010.
- إسبانيا: 3 ملايين سيارة عام 1970 - 1.8 ملايين سيارة عام 2010.
- المكسيك: 100 ألف سيارة عام 1970 - 1.3 ملايين سيارة عام 2010.

والملاحظ أنه هنالك تراجع كبير جدا في إنتاجية الولايات المتحدة الأمريكية من 6 ملايين سيارة عام 1977 إلى 2.5 ملايين سيارة عام 2010.

## وصلات خارجية
- من أول من اخترع السيارة، موضوع.